# Raionul Novoukraiinka (pre-2020), Kirovohrad
Novoukraiinka (în ucraineană Новоукраїнський район, transliterat: Novoukraiinskîi raion) este un raion în regiunea Kirovohrad, Ucraina. Reședința sa este orașul Novoukraiinka.

## Demografie
Componența lingvistică a raionului Novoukraiinka
     Ucraineană (95,32%)
     Rusă (2,67%)
     Română (1,33%)
     Alte limbi (0,32%)
Conform recensământului din 2001, majoritatea populației raionului Novoukraiinka era vorbitoare de ucraineană (95,32%), existând în minoritate și vorbitori de rusă (2,67%) și română (1,33%).